# 夜の××自慢
『夜の××自慢』は、2000年10月4日（3日深夜）から2001年3月28日（27日深夜）までTBSテレビで放送されていた深夜バラエティ番組。

## 概要
毎週全国の素人が、様々な自慢を披露し、レギュラー陣やゲストが映像を見てトークを繰り広げる番組。
妻夫木聡にとって初のレギュラー番組であった。
TBSチャンネルでも2005年に再放送された。

## 出演者
- YOU
- 千原兄弟
- 妻夫木聡

## スタッフ
- プロデューサー：志岐誠、菊池浩司
- ディレクター：高安義則、斉藤崇、田村育
- 制作協力：吉本興業
- 制作著作：TBS、NAVI